# Izolace DNA
Izolace DNA je proces získání DNA ze zkoumaného vzorku pomocí kombinace fyzikálních a chemických metod. Získaná DNA slouží například pro forenzní biologii nebo rekombinantní DNA technologie. DNA byla poprvé izolována roku 1869 Friedrichem Miescherem, v současné době se jedná o rutinní techniku molekulární biologie.

## Základní postup izolace DNA
- Lýze buněk, která zajišťuje rozbití buněčné stěny a uvolní DNA. Používá se kombinace fyzikálních a chemických postupů. Důležitou roli hraje využití detergentů, které rozrušují membrány. V případě buněk s pevnými buněčnými stěnami musí dojít k enzymatickému nebo mechanickému rozrušení.
- Enzymatické odstranění RNA pomocí RNáz, případně i rozštěpení proteinů proteázami.
- Přečištění DNA od detergentů a ostatních složek lyzačního roztoku, proteinů, solí a dalších nečistot
  - Srážení alkoholem, nejčastěji ethanolem nebo isopropanolem, ve kterých DNA není rozpustná a je možné izolovat centrifugací. Pro efektivní srážení se často zvyšuje iontová síla přidáním octanu sodného nebo jiné soli
  - Fenol-chloroformová extrakce, při které se ke vzorku přidá fenol denaturující proteiny, které se vysráží na mezifázi vytvářené mezi fenolovou a vodnou fází. Zbytky fenolu jsou odstraněny přidáním chloroformu, který se pro svou vysokou hustotu snadno odděluje od vodné fáze. Pro izolaci DNA se využívá fenol v bazickém pufru, ve kterém RNA není stabilní.
  - Izolace pomocí minikolony využívající schopnost DNA vázat se na sklo nebo křemelinu v přítomnosti chaotropních solí, kterou jsou schopny vytvářet vazby zároveň se záporně nabitým sklem i záporně nabitou DNA. Po promytí ethanolem obsahujícím chaotropní soli a odstranění nečistot může být DNA uvolněna vodou nebo vhodným pufrem
- Po izolaci je DNA obvykle uchovávána v ultračisté vodě nebo ve vhodném pufru. Nejčastěji se používá slabě alkalický TE pufr, který obsahuje Tris udržující pH kolem 8 a EDTA chelatující dvoumocné kationty, které jsou nezbytné pro funkci DNáz a tak stabilizuje vzorek.

## Zvláštní případy izolace DNA
Podle typu vzorku, ze kterého probíhá izolace DNA, a podle požadované čistoty získané DNA, musí být zvolena vhodná technika izolace. Typickými vzorky, které jsou obtížně zpracovatelné a musí být pro ně využívána specifická technika, jsou například
- archeologické vzorky obsahující starou, částečně degradovadou DNA
- vzorky obsahující inhibitory PCR, například huminové kyseliny z půdy, indigo používané k barvení džínů nebo hemoglobin z krve
- vzorky z mikroorganismů s pevnou buněčnou stěnou, jako jsou houby, například kvasinky

Naopak při izolaci plazmidové DNA se využívá toho, že při lýzi buněk a následném sražení proteinů je chromozomální DNA zachycena mezi sraženými proteiny a jednoduchou centrifugací je možno odstranit většinu nečistot. Rozpustná frakce obsahující malé kruhové molekuly plasmidové DNA se následně oddělí a srážením se z ní izoluje DNA.